# Pelecanimimus
A Pelecanimimus (jelentése 'pelikánutánzó') a kezdetleges (bazális) ornithomimosaurusok egyik neme, amely a kora kréta korban élt a mai Spanyolország területén. Legegyedibb jellegzetessége, hogy az Ornithomimosauria csoport többi, általában fogatlan tagjánál több foggal rendelkezett. Az egyetlen ismert példány a csontváz elülső felének összefüggő részét tartalmazza a koponyával, az összes nyakcsigolyával, a hátcsigolyák nagy részével, a bordákkal, a szegycsonttal, a vállövvel, a teljes jobb mellső lábbal, valamint a bal mellső láb nagy részével együtt. Egyetlen ismert faja a P. polyodon, melynek neve az ógörög polys és odus szavak összetételéből származik és az állat nagy fogszámára utal.

## Anatómia
A Pelecanimimus kis termetű ornithomimosaurus volt, a testhossza 2–2,5 méter lehetett. A koponyája szokatlanul hosszúvá és keskennyé vált, a maximális hossza körülbelül a legnagyobb magassága 4,5-szeresét érte el. Számos foga miatt igen szokatlan volt az ornithomimosaurusok között; összesen körülbelül 220 igen apró foggal rendelkezett, melyek közül 7 a premaxillában, 30 a maxillában, 75 pedig a fogcsontban helyezkedett el. A fogazat heterodont volt, alapvetően kétféle fog alkotta.
A felső állcsont elülső részén levő fogak szélesek és D keresztmetszetűek voltak, a hátrébb levők pengeszerűek, a felső fogazat pedig nagyobb volt, mint az alsó. A fogak recézetlenek voltak, a koronáik és gyökereik között összeszűkültek.
Csak egyetlen másik, fogakkal rendelkező ornithomimosaurus ismert, a Harpymimus, melynek jóval kevesebb foga volt (összesen 11, mind az állkapocsban). A Pelecanimimus nagy számú fogának jelenléte és a fogak közötti rések hiánya, Bernardino P. Perez-Moreno és szerzőtársai szerint a vágáshoz és tépéshez való alkalmazkodás, „a csőr vágóélének funkcionális megfelelője”, egyfajta exaptáció volt, ami a későbbi ornithomimosaurusok fogatlan vágóéléhez vezetett.
A Pelecanimimus karjai és kezei sokkal jellemzőbbek az ornithomimosaurusokra; singcsontja és orsócsontja erősen összeszorult az alkar végén, a kampószerű kéz közelében, amely egyenlő hosszúságú ujjakban végződött. A La Hoyas csúcslelőhely kivételes környezetének hatására megőrződött lágyszövet lenyomatok megmutatták, hogy a fej hátsó részén egy vékony bőr- vagy szarutaraj helyezkedett el. emellett pedig a fejen egy, a modern pelikánokénál jóval kisebb pofazacskó is volt, melyről az állat a nevét kapta. A feltételezés szerint a leginkább a ma élő darufélékre emlékeztető Pelecanimimus kisebb-nagyobb tavakban gázolt, karmai segítségével halakra vadászva, melyeket bőrlebenyében tárolt. Bőrlenyomatának egyes részei sima, a kezdeti értelmezés szerint mintázat és tollak nélküli bőrszerű felületűek voltak. A Pelecanimimus a legelső hallószervvel (a nyakban levő specializált csontokkal) együtt megőrződött ornithomimosaurus.

## Törzsfejlődés és evolúció
A Peter J. Makovicky és szerzőtársai által (2004-ben) elvégzett kladisztikus elemzés szerint a Pelecanimimus az Ornithomimosauria legbazálisabb, még a Harpymimusnál is kezdetlegesebb tagja. A Kobajasi Josicugu és Lü Csün-csang (Lü Jun-Chang) által 2003-ban készített tanulmány azt jelzi, hogy e két bazális nem lépcsőfokot képez a jóval fejlettebb ornithomimidák felé (lásd a kladogramot lentebb). A Pelecanimimus felfedezése fontos és meglepő szerepet játszott az ornithomimosaurusok evolúciójának megértésében. Perez-Moreno és szerzőtársai szerint „A filogenetikus hipotézis támogatja az Ornithomimosauria fogatlan állapota felé vezető folyamatot is magába foglaló váratlan megközelítést. Mostanáig a fogak számának progresszív csökkenését tekintették a legvalószínűbb magyarázatnak; a kezdetleges tetanurán theropodáknak akár 80 magas, pengeszerű koronával ellátott foguk is volt, a kezdetleges ornithomimosaurusok azonban csak néhány apró foggal rendelkeztek. A filogenetikus elemzés a fogak növekvő számán végzett funkcionális elemzés alapján egy alternatív evolúciós folyamatra utal. A fogak nagy száma az elegendő fogak közötti hellyel és a megfelelően elhelyezett (a troodontidákéhoz hasonló) fogacskákkal a vágáshoz és tépéshez szükséges adaptáció lehet. Másfelől a fogak túl magas száma és a köztük levő hely hiánya (ahogy a Pelecanimimus esetében) egy csőr vágóélének funkcionális megfelelője. Így a fogszám növekedése a vágáshoz és tépéshez való alkalmazkodás volt mindaddig, amíg a fogak közötti hely megmaradt, majd ahogy a helyet egyre több fog töltötte ki, az állcsontok csőrként kezdtek működni. A vágó és tépő funkcióhoz való adaptáció ennek következtében a szeletelő hatással exaptációvá vált, végső soron egy olyan vágóélhez vezetett, ami a legtöbb ornithomimosaurusnál látható.”
Az alábbi kladogram Kobajasi és Lü, 2003-as cikke alapján készült:
|         | Harpymimus                                                     |
|         |                                                                |
| unnamed | \| \| Garudimimus \| \| \| \| \| \| Ornithomimidae \| \| \| \| |
|         | \| \| Garudimimus \| \| \| \| \| \| Ornithomimidae \| \| \| \| |
|         | Garudimimus                                                    |
|         |                                                                |
|         | Ornithomimidae                                                 |
|         |                                                                |

|  | Garudimimus    |
|  |                |
|  | Ornithomimidae |
|  |                |

|         | Harpymimus                                                     |
|         |                                                                |
| unnamed | \| \| Garudimimus \| \| \| \| \| \| Ornithomimidae \| \| \| \| |
|         | \| \| Garudimimus \| \| \| \| \| \| Ornithomimidae \| \| \| \| |
|         | Garudimimus                                                    |
|         |                                                                |
|         | Ornithomimidae                                                 |
|         |                                                                |

|  | Garudimimus    |
|  |                |
|  | Ornithomimidae |
|  |                |

## Eredet
A Pelecanimimus holotípus példányát (a spanyolországi Museo de Cuenca LH 777 katalógusszámú leletét) a spanyolországi Cuenca tartományban, a Calizas de La Huérguina-formáció részét képező híres (kora barremi alkorszakbeli) La Hoyas lelőhelyen találták meg. Ugyanerről a csúcslelőhelyről számos más kitűnő állapotban megőrződött nem is ismertté vált, például az enantiornithes madarak közé tartozó Iberomesornis, Concornis és Eoalulavis, de madarak közé nem tartozó theropodák fogai és töredékes sauropoda csontok is előkerültek. A La Hoyas csúcslelőhely durva üledékében az ornithopoda Iguanodon maradványaira is rátaláltak. A csúcslelőhely padjaiban gyíkok és szalamandrák fosszíliáit is felfedezték.

## Fordítás
- Ez a szócikk részben vagy egészben a Pelecanimimus című angol Wikipédia-szócikk ezen változatának fordításán alapul.  Az eredeti cikk szerkesztőit annak laptörténete sorolja fel. Ez a jelzés csupán a megfogalmazás eredetét és a szerzői jogokat jelzi, nem szolgál a cikkben szereplő információk forrásmegjelöléseként.